# Лопатоноги (род)
Лопатоноги (лат. Scaphiopus) — род бесхвостых земноводных из семейства лопатоногов. Латинское название происходит от др.-греч. σκαφίς — «лопата» и др.-греч. πούς — «нога».

## Распространение
Ареал рода охватывает засушливые регионы северной Мексики и США.

## Описание

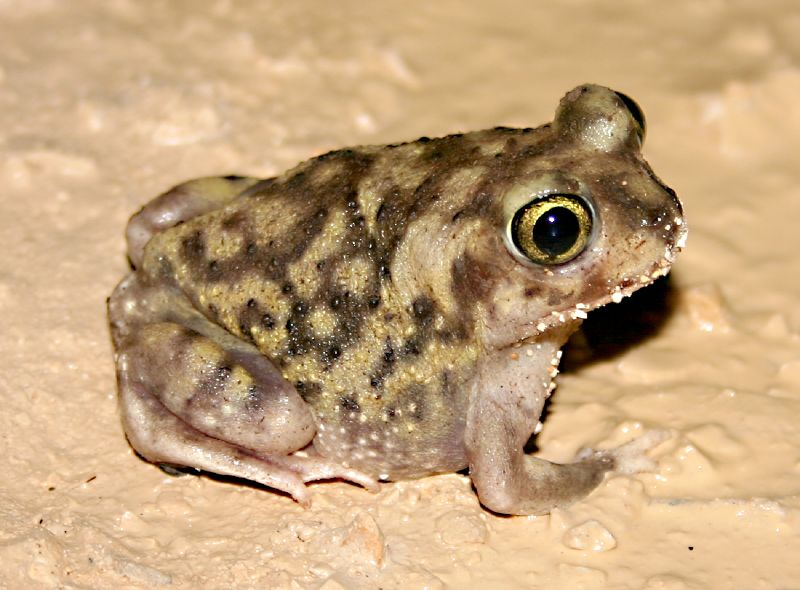
Барашковый лопатоног

Размер представителей рода колеблется от 5 до 9 см. Внешне очень похожи на чесничниц. Туловище округлое, одутловатое. Голова толстая. Глаза огромные, выпученные, зрачок вертикальный. Барабанная перепонка небольшая, но хорошо заметная. Задние лапы длинные, с хорошо развитыми перепонками между пальцами. Короткие передние конечности с крючковатыми короткими пальцами не имеют перепонок. Кожа гладкая или шероховатая, с небольшими округлыми бугорками. Расцветка желтовато-песчаная, часто с коричневатым или зеленоватым рисунком из полос или пятен.

## Образ жизни
Обитают в полупустынях и прериях. Ведут подземный образ жизни, вылезая на поверхность в поисках добычи лишь в тёмное время суток. Сухой сезон пережидают зарывшись глубоко в почву. Питаются беспозвоночными.

## Размножение
Размножение связано с водоёмами: икру откладывают на различные водные растения. Личинки появляются через 2 дня. Метаморфоз длится 12-15 дней.

## Классификация
На ноябрь 2018 года род включает 3 вида:
- Scaphiopus couchii Baird, 1854 — Барашковый лопатоног
- Scaphiopus holbrookii (Harlan, 1835) — Лопатоног Холбрука
- Scaphiopus hurterii Strecker, 1910